# Walter Luengas
Walther Luengas (Bogotá, Cundinamarca, Colombia, 11 de julio de 1968) es un actor de cine, teatro y televisión colombiano conocido por sus interpretaciones en producciones nacionales.

## Filmografía

### Televisión
- Nuevo rico, nuevo pobre (2025) — Orlando Araújo
- Devuélveme la vida (2024) — Roberto Angarita
- Los medallistas (2023)  — Clemente Medina
- Entre sombras (2022) — Heremias / Armando Montoya
- Enfermeras (2021) — Dr Gustavo Castañeda
- Decisiones: unos ganan, otros pierden (2019) — Ricardo Margali
- Los Briceño (2019) — Alejandro Tobón
- El general Naranjo (2019-2020) — Gonzalo Rodríguez Gacha
- Las pasantes (2019) — Roger
- De levante (2019) — Horacio
- La gloria de Lucho (2019)
- Distrito salvaje (2018) — Carmelo Salamanca 'Escolta Daniela'
- El Chapo (2017) — Santiago Cruz
- Sobreviviendo a Escobar, alias JJ (2017) — Pablo Bojacá
- Venganza (2017) — Abogado Benjamín Gaona
- Polvo carnavalero (2017) — Virgilio
- Francisco el Matemático: Clase 2017 (2017) — Juan Pablo Aza
- Sin senos sí hay paraíso (2016-2017) — Robert
- Sinú, río de pasiones (2016) — Buen Día
- La esquina del diablo (2015)
- Esmeraldas (2015) — Zarco
- El estilista (2014)
- La ruta blanca (2014)
- Alias el Mexicano (2013) — El Mayor Ordóñez
- La hipocondríaca (2013) — Albeiro Manrique
- Tres Caínes (2013) — Luis Carlos Galán
- Historias clasificadas (2012) — Alfredo
- El secretario (2011-2012) — Patricio Conde
- Infiltrados (2011)
- Las muñecas de la mafia (2009-2010) — Marlon
- El ultimo matrimonio feliz (2008-2009) — Padre
- Doña Bárbara  (2008-2009) — Dr. Carlos Cardozo
- La Pasión según nuestros días (2008-2010) — Tadeo
- Kikiriki El Notizín (2007-2009) --- Pepino Perez
- La ex (2006-2007)
- Tu voz estéreo (2006)
- Por amor a Gloria (2005-2006) — Omar Anthony
- Séptima puerta (2005)